# Pseudomyrmex cretus
Pseudomyrmex cretus is een mierensoort uit de onderfamilie van de Pseudomyrmecinae. De wetenschappelijke naam van de soort is voor het eerst geldig gepubliceerd in 1989 door Ward.